# 5343 Ryzhov
5343 Ryzhov (1977 SG3) là một tiểu hành tinh vành đai chính được phát hiện ngày 23 tháng 9 năm 1977 bởi N. S. Chernykh ở Nauchnyj.